# Месторождения Требса и Титова
Месторождение им. Р. Требса (Варкнавтское месторождение) и месторождение им. А. Титова — нефтяные месторождения в Ненецком автономном округе. Считаются одними из самых крупных среди разведанных континентальных месторождений в России.
Одно из месторождений названо в честь Романа Владимировича Требса, создателя Варандейской экспедиции для поиска нефтяных месторождений на севере Тимано-Печорской плиты. Второе — в честь Заслуженного геолога РСФСР Анатолия Фёдоровича Титова.
Разрабатывается совместным предприятием «Лукойла» и «Башнефти» — ООО «Башнефть-Полюс», на геологическое изучение, разведку и добычу углеводородного сырья месторождений выдана лицензия НРМ 15107 НР (22 февраля 2011 года — 11 февраля 2036 года) на имя ОАО «АНК „Башнефть“».

## Географическое положение
Оба месторождения находятся в северо-восточной части Ненецкого автономного округа на территории Садаягинской ступени Хорейверской впадины. Административный центр автономного округа, Нарьян-Мар, находится в 220 км к юго-западу от месторождения Требса и в 238 км в том же направлении — от месторождения Титова.
В границах лицензионных участков месторождений расположены СПК коопхоз «Ерв», СПК колхоз «Ижемский оленевод» и СПК «Дружба Народов», в связи с чем земли относятся к особо охраняемым природным территориям окружного значения.

### Инфраструктура
- По территории участка месторождения им. Романа Требса проходит действующий нефтепровод «Южное Хыльчую — Варандей».
- Дорожная сеть на территории месторождений на момент выдачи лицензии НРМ 15107 НР от 22 февраля 2011 года отсутствует. Ближайшая дорога с твёрдым покрытием для круглогодичных грузоперевозок заканчивается в 134 км к юго-западу от лицензионного участка — в вахтовом посёлке Харьягинский. Транспортировка людей и грузов от посёлка до месторождения им. Анатолия Титова по земле возможна лишь в зимнее время по зимникам; летом — только по воздуху с помощью вертолётного транспорта.
- К северу от лицензионного участка, примерно в 15 км от месторождения им. Романа Требса находится вахтовый посёлок Варандей с современным морским портом для приёма крупных морских судов и терминалом для загрузки танкеров. Посёлок используется для отгрузки нефти с ближайших месторождений — Варандейского и Торавейского (лицензия ООО «Нарьянмарнефтегаз»), к которым проложены нефтепроводы.

## История
Месторождение имени Романа Требса открыто поисковой скважиной № 1 в 1987 году в процессе опоисковывания Варкнавтской структуры (в связи с чем другое его название — Варкнавтское месторождение). Месторождение имени Анатолия Титова открыто в 1989 году поисковой скважиной № 20, в которой при опробовании пластоиспытателем, а затем в эксплуатационной колонне, был получен фонтанный приток нефти из отложений нижнего девона.
В 1994 году для разведки и разработки обоих месторождений на условиях соглашения о разделе продукции был создан консорциум Timan Pechora Company (TPC), в состав которого вошли компании Texaco, Exxon, Amoco и Norsk Hydro. В конце 1997 года для завершения переговоров с российской стороны была подключена компания «Лукойл». Однако окончательной договорённости по условиям разработки месторождений достигнуть не удалось, в связи с чем в 2000 году консорциум распался.
В феврале 2000 года Министерство природных ресурсов выдало ОАО «Калмыцкая нефтяная компания» лицензию на право геологического изучения недр месторождений. Эксперты отмечают возможную связь этого события с тем фактом, что годом ранее пост вице-губернатора Ненецкого автономного округа получил Вячеслав Илюмжинов, брат Кирсана Илюмжинова, занимавшего в те года пост президента Республики Калмыкия. В январе 2001 года законность выданной лицензии оспорило ОАО «Архангельское геологодобычное предприятие» (дочернее предприятие ОАО «Лукойл»). Основанием иска стал тот факт, что лицензия предполагала право не только на разведку, но и на разработку месторождений — а право на добычу нефти может быть предоставлено только по результатам проведения открытого конкурса либо аукциона. Суд признал лицензию недействительной.
В 2005 году Министерство природных ресурсов предприняло попытку выставить участки на продажу, но Федеральное агентство по недропользованию (Роснедра) отменило конкурс. Месторождения были признаны стратегическими и исключены из списка разрешённых для продажи иностранным и офшорным российским компаниям.
18 марта 2010 года было объявлено о повторном выставлении месторождений имени Требса и Титова на аукцион. Главными условиями получения лицензии были необходимость переработки как минимум 42 % добываемой нефти на российских нефтеперерабатывающих заводах и реализация не менее 15 % добытого сырья на товарно-сырьевой бирже в России. К участию в конкурсе в конечном итоге были допущены лишь две российские компании — ОАО «АНК „Башнефть“» и ОАО «Сургутнефтегаз». Среди компаний, чьи заявки были отклонены, представлены дочерние компании ОАО «Лукойл», ОАО «ТНК-ВР Холдинг», ОАО «Газпром нефть», а также ООО «Норд империал» и единственный иностранный претендент — индийская компания Oil and Natural Gas Corporation.
2 декабря 2010 года Роснедра подвело итоги аукциона — победителем было признано ОАО «АНК „Башнефть“». Предложенная им сумма составила 18,476 млрд рублей (минимальная цена месторождений, установленная Роснедрами, — 18,171 млрд рублей). 22 февраля 2011 года победителю была выдана лицензия на освоение обоих месторождений. 14 декабря 2011 года лицензия была переоформлена на дочернее предприятие ООО «Башнефть-Полюс» (в мае 2012 года Роснедра отменили свой приказ о переоформлении лицензии в связи с рядом нарушений, вернув её «Башнефти»).
15 апреля 2011 года ОАО «Лукойл» и ОАО «АНК „Башнефть“» заключили договор на создание совместного предприятия для разработки месторождений. В связи с этим 27 декабря 2011 года «Лукойл» приобрёл долю ООО «Башнефть-Полюс» в размере 25,1 % за 4,768 млрд рублей. В свою очередь «Башнефть-Полюс» выкупила у ООО «Лукойл-Коми» за $60 млн 29 поисковых и разведочных скважин на месторождениях имени Требса и Титова.
На 2021 год, месторождения разработаны. Идёт добыча нефти.

## Характеристики месторождений
Пробурённый фонд по месторождению Требса по состоянию на 1 января 2011 года составляет 18 скважин, в том числе: 8 поисковых, 10 разведочных скважин. Из них 15 скважин находятся в консервации в ожидании организации нефтепромысла, 3 скважины — в ликвидации.
В 2011 году для расконсервации и испытания скважин месторождения Требса было привлечено ОАО «Ненецкая нефтяная компания». Для проведения работ потребовалось полное оборудование рабочего посёлка и организация 70 дополнительных рабочих мест. Исследуемые скважины № 2 и № 5, пробурённые соответственно в 1989 и 1991 годах, уходят на глубину 4100 м.
Ввод месторождений в эксплуатацию планируется в конце 2013 — начале 2014 года.
| Запасы          | Запасы        | Месторождение им. Титова | Месторождение им. Титова | Месторождение им. Требса | Месторождение им. Требса |
| Запасы          | Запасы        | C1                       | C2                       | C1                       | C2                       |
| --------------- | ------------- | ------------------------ | ------------------------ | ------------------------ | ------------------------ |
| Нефть, млн тонн | геологические | 78,116                   | 122,326                  | 132,888                  | 20,094                   |
| Нефть, млн тонн | извлекаемые   | 38,650                   | 43,819                   | 51,077                   | 6,513                    |
| Газ, млрд м³    | геологические | 11,167                   | 10,895                   | 9,582                    | 1,449                    |
| Газ, млрд м³    | извлекаемые   | 5,711                    | 4,239                    | 3,683                    | 0,469                    |

## Происшествия
20 апреля 2012 года на месторождении имени Требса произошла авария, нанёсшая существенный ущерб природной среде: свыше суток продолжалось фонтанирование нефти из расконсервированной разведочной скважины, что привело к масштабному загрязнению территории. По данным пресс-службы администрации Ненецкого автономного округа, площадь загрязнения превысила 5 тысяч м2, объём пролившейся нефти, по данным «Башнефти», — 600 т (в независимых источниках назывались цифры до 2,2 тыс. т). Позднее представитель Всемирного фонда дикой природы Сергей Уваров обнародовал собственные данные о площади загрязнения, полученные по данным спутникового мониторинга. По его словам, загрязнению подверглось 42 тыс. м2 территории. «Башнефть» сообщила о локализации разлива и объявила, что по итогам расследования причин аварии принято решение об увольнении или снижении премии части топ-менеджеров компании. Позднее, в мае 2012 года, компания в связи с аварией уволила старшего вице-президент по добыче нефти и газа и директора департамента по добыче нефти и газа.
7 декабря 2014 года в районе месторождения имени Требса произошла авиакатастрофа с вертолётом Ми-8ТВ RA-06138 авиакомпании «2-й Архангельский объединённый авиаотряд». На борту находились три члена экипажа и четыре пассажира, два человека погибли, остальные получили травмы.